# Rudolph Valentino
Rudolph Valentino, właśc. Rodolfo Pietro Filiberto Raffaello Guglielmi di Valentina d’Antonguolla (ur. 6 maja 1895 w Castellaneta, zm. 23 sierpnia 1926 w Nowym Jorku) – włoski aktor filmowy, gwiazda ery kina niemego.

## Życiorys
Urodził się 6 maja 1895 w domu przy Via Commercio w Castellanecie. Był synem weterynarza i badacza Giovanniego Guglielmiego (1853–1906) i jego żony, Marii Berty Gabrieli z domu Barbin (1856–1918), którzy pobrali się w 1889. Miał starszego o trzy lata brata, Alberto i młodszą siostrę, Marię; jego rodzice mieli także córkę, Bice (1890–1891), która zmarła wkrótce po swoich pierwszych urodzinach. Jego mamką była Giuseppina Ranaldi. Dorastał w zamożnej rodzinie. We wczesnym dzieciństwie zdiagnozowano u niego krótkowzroczność i tzw. „leniwe” lewe oko. Kiedy miał sześć lat, okaleczył się brzytwą ojca, wskutek czego nosił bliznę na prawym policzku. Już jako młody chłopak zwracał uwagę swoją urodą.
Kiedy miał dziewięć lat, przeprowadził się z rodziną do Tarentu. Uczył się w tamtejszej szkole technicznej z internatem Collegio Convitto per gli Orfani dei Santari Italiani, ale został z niej wydalony po tym, jak uwiódł córkę jednego z członków personelu. Następnie ubiegał się o miejsce w technikum okrętowym w Wenecji, ale nie został przyjęty do szkoły z uwagi na zbyt wąską klatkę piersiową. W 1912 ukończył szkołę rolniczą Instituto di Agraria di San’Ilario Ligure w Nervi.
Był nadpobudliwym i niesfornym dzieckiem. W młodości uprawiał wiele dyscyplin sportu, m.in. piłkę nożną, bieganie, wspinaczkę górską, wioślarstwo, zapasy, szermierkę i jazdę konno. Umiał grać na fortepianie i mandolinie. W 1912 przez krótki czas mieszkał w Paryżu, gdzie uczył się tańczyć tango argentyńskie i tango apaszowskie. Podczas pobytu w Paryżu popadł w długi spowodowane hazardem. W grudniu 1913 wyjechał do Nowego Jorku, gdzie upatrywał większej szansy na osiągnięcie sukcesu. Po przybyciu do Stanów Zjednoczonych nawiązał znajomość z George’em Ragnim oraz Ottem i Alexem Salmem von Hoogstraestenami, z którymi często uczestniczył w potańcówkach i przyjęciach wśród nowojorskich elit. Imał się wielu dorywczych prac, m.in. pracował jako ogrodnik, polerował miedź, sprzątał w sklepach, zamiatał ulice, zbierał odpady i mył samochody. Przez kilka tygodni był włóczęgą. Po wybuchu I wojny światowej zapisał się na kurs pilotażu w Mineola na Long Island i zgłosił się na listę poborową we Włoskim Biurze Rekrutacji, ale nie został przyjęty z powodu swojej wady wzroku.

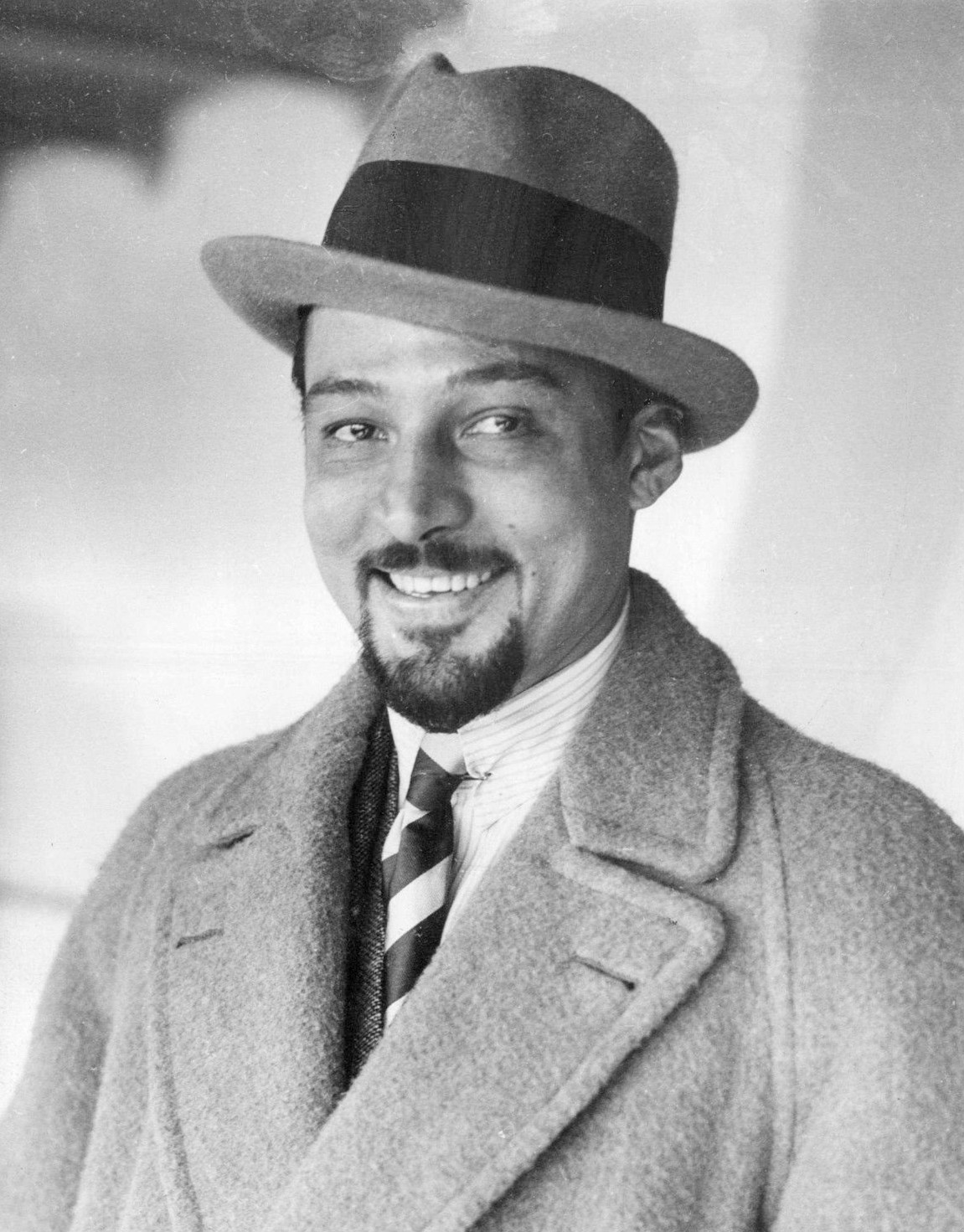
Valentino (1924)

Jego sytuacja finansowa poprawiła się, kiedy został fordanserem w restauracji „U Maxima” na Manhattanie i udzielał prywatnych lekcji tańca. W tym okresie przybrał pseudonim artystyczny Rudolph Valentino. Udoskonalił swój wygląd, m.in. zgolił zarost i przygładzał włosy brylantyną oraz zaczął nosić garnitury zwężane w talii i biodrach. Występował m.in. w Moulin Rouge, Klubie 400, hotelu Knickerbockera, Vernon Country Club, Cliff House, Tait’s Cafe w Los Angeles, Baron’s Long’s Watts Tavern i hotelu Maryland w Pasadenie. Tańczył m.in. z aktorką rewiową Mary Petri i tancerkami: Bonnie Glass, Joan Sawyer, Ivy Crane Wilson, Marjorie Tain i Kitty Phelps.
Statystował m.in. w Głupiej dziewczynie (Foolish Virgin, 1916) Alberta Capellaniego, W poszukiwaniu życia (Quest of Life, 1916), Patrii (1917) Leopolda Whartona, Theodore’a Whartona i Jacquesa Jaccarda, Siedemnastolatku (Seventeen, 1916) Roberta G. Vignoli i Alimentach (1917) Emmetta Flynna. W kwietniu 1917 rozpoczął występy w objazdowym spektaklu komediowym w reż. Johna Courta Zamaskowany model (Masked Model), w którym najpierw występował jako chórzysta i tancerz, a następnie również jako dubler głównej roli. Po wyrzuceniu z obsady musicalu wrócił do pracy w charakterze fordansera, ale też przez krótki czas pracował jako agent ubezpieczeniowy. Zagrał niewielką rolę w musicalu Nikogo nie ma w domu (Nobody Home) w Alcazarze. Zagrał główną rolę w nikczemnego uwodziciela w Zamężnej dziewicy (The Married Virgin, 1918) Joego Maxwella i drugoplanowe role czarnych charakterów: wykonawcy apaszowskiego tanga w Romansie hultaja (A Rogue’s Affair, 1919) Jamesa Younga i Juliantimo w To zdarza się raz każdej kobiecie (Once to Every Woman, 1920) Allena Holubara. Zagrał także w dwóch komediach Paula Powella: jako Dick Bradley, właściciel jachtu i syn damy do towarzystwa, w Sensacji towarzyskiej (1918) oraz nieśmiałego i dobrze wychowanego Richarda Thayera w Całej nocy (1918); w obu filmach wystąpił z Carmel Myers. Niedługo później uzyskał stały angaż w Universal Studios i odnowił znajomość z aktorką Mae Murray, za której sprawą otrzymał główną rolę Jimmy’ego Calhouna, syna milionera, który zakochuje się w tancerce Mary McGuire (Murray), w komedii Rozkoszny mały diabeł (The Delicious Little Devil, 1919). Następnie został obsadzony w kolejnym filmie Leonarda – zagrał dwulicowego i niesympatycznego narzeczonego głuchej nauczycielki (Murray) w dramacie romantycznym Wielki mały człowiek (The Big Little Person, 1919). Zyskał uznanie krytyków i widzów rolą kabareciarza Clarence’a Morgana w kasowym filmie Alberta Parkera Oczach młodości (Eyes of Youth, 1919). W tym okresie został partnerem tanecznym Violi Dane. W 1920 pojawił się wystąpił w kilku filmach: Igraszki namiętności, Awanturnica (An Adventuress), The Cheater, Skradzione chwile (Stolen Moments) i Cudowny przypadek (The Wonderful Chance). 
Dostrzeżony na jednym z przyjęć tanecznych przez scenarzystkę June Mathis, został obsadzony w głównej roli młodego argentyńskiego rozpustnika Julia Desnoyersa (wnuka bogacza z Ameryki Południowej, który przed wybuchem I wojny światowej przyjeżdża do Paryża i zostaje obwołany królem tanga) w kasowym romansie wojennym Rexa Ingrama Czterech jeźdźców Apokalipsy (1921), za występ w którym zebrał pochwalne recenzje. Dzięki roli w tym filmie zyskał międzynarodową rozpoznawalność. Następnie zagrał drugoplanową rolę Franka Underwooda, byłego ukochanego Lucretii Eastman (Alice Lake), w filmie Nieznane morza (xxx). Wcielił się w postać Armanda, kochanka tytułowej bohaterki dramatu Raya C. Smallwooda Kamelia/Dama kameliowa (Camille, 1921) z Ałłą Nazimową. Ponownie pracował z Rexem Ingramem przy jego filmie Zdobywcza moc (The Conquering Power, 1921), w którym zagrał paryskiego dandysa Charles’a Grandet. Wystąpił także w filmie krótkometrażowym Studia charakteru (Character Studies, 1921) z Roscoe „Fattym” Arbuckle’em.
Po zerwaniu kontraktu z Metro Pictures Corporation w lipcu 1921 przeszedł do wytwórni Famous Players-Lasky, w której zadebiutował tytułową rolą szejka Ahmeda Ben Hassana w kasowym filmie George’a Melforda Szejk (1921). Po premierze tego filmu stał się męskim idolem kultury masowej oraz uosobieniem romantycznego i namiętnego kochanka, czym wyróżniał się spośród silnych, lecz prostackich amantów filmowych. Następnie zagrał w kolejnym filmie Melforda – Lady Letty Moran (1922), w którym wcielił się w marynarza Ramona Laredo, a za tę rolę zebrał mieszane recenzje. Po podpisaniu nowego kontraktu z Famous Players-Lasky wystąpił jako lord Bracondale w filmie Sama Wooda Za górami (Beyond the Rocks, 1922) z Glorią Swanson. Również w 1922 pojawił się w filmach wytwórni Paramount Pictures (przekształconej z Famous Players-Lasky): jako porywczy matador Juan Gallard w Krwi na piasku (Blood and Sand) Freda Niblo i Amosa Judda w Młodym radży (The Young Rajah) Phila Rosena. O ile pierwszy z filmów odniósł kasowy sukces, o tyle drugi okazał się artystyczną klapą, a Valentino za występ w nim zebrał chłodne recenzje.
W lutym 1922, niedługo po rozpoczęciu zdjęć do Syna pierworodnego, zerwał kontrakt z wytwórnią m.in. po awanturze jego żony, Nataszy Rambowej, z reżyserem Georgiem Fitzmauricem, ale też w związku z niedopełnianiem przez firmę warunków kontraktu i otrzymywaniem niskiego honorarium. Wytwórnia wymusiła sądowe nałożenie na aktora zakazu występowania w filmach innych, niż Famous Players-Lasky, jak i teatrze przez następne dwa lata, do 7 lutego 1924. Valentino w odpowiedzi na orzeczenie sądu wystąpił do sądu z żądaniem 350 tys. dol. odszkodowania za rzekomą zmowę swojego agenta, Clifforda Robertsona, z Adolphem Zukorem i Jessem J. Laskym, jednak sąd odrzucił jego roszczenia. Poza tym został pozwany do sądu również przez swojego adwokata, Arthura Butlera Grahamem, za niepłacenie długów (zalegał mu ok. 50 tys. dol.). Po nawiązaniu współpracy z menedżerem, S. George’em Ullmanem zaangażował nowego prawnika, Maksa Steuera, dzięki któremu zapłacił byłemu adwokatowi jedynie 20 tys. dol. W okresie przymusowej przerwy w karierze wystąpił w serii audycji radiowych Co się dzieje w filmie?, wydał (w 1923) bestsellerowy tomik poezji miłosnej pt. „Day Dreams” (pol. Marzenia). W 1923 odbył kilkumiesięczną trasę objazdową po Stanach Zjednoczonych i Kanadzie, podczas której tańczył z Raumową i reklamował kosmetyki Mineralavy, ale też krytykował branżę filmową. Trasa cieszyła się dużą popularnością wśród publiczności, choć przyniosła straty finansowe organizatorom. Valentino zasiadał także w komisji sędziowskiej podczas konkursów piękności, a jedno z wydarzeń zostało sfilmowane i wydane jako Rudolf Valentino i jego 88 amerykańskich piękności (Rudolph Valentino and His 88 American Beauties). W międzyczasie przygotował autobiografię pt. My Life Story, która została spisana przez Herberta Howe’a i opublikowana w kilku wydaniach czasopisma „Photoplay”. W 1923 odbył trasę promocyjną po Europie, a dziennik filmowy jego autorstwa pt. „My Private Diary” (pol. „Moja opowieść o zagranicznej podróży” był publikowany w czasopiśmie „Movie Weekly”. Planował też debiut fonograficzny (śpiewał barytonem), w tym celu nagrał dwie piosenki dla wytwórni Brunswick Records: „Kashmiri Love Song” i „El Relicario”, które zostały opublikowane dopiero po jego śmierci.
Po wygaśnięciu sądowego zakazu występów renegocjował kontrakt z Paramount, na którego mocy miał kontrolę nad scenariuszami, ekipą i obsadą kolejnych filmów ze swoim udziałem. Powrócił do kina jako diuk de Chartres/Beaucaire w kasowym filmie kostiumowym Sidneya Olcotta Monsieur Beaucaire (1924), ale jego rola – odmienna od dotychczasowego wizerunku amanta – wywołała mieszane reakcje wśród widzów. Chłodne recenzje uzyskał także za role w krytycznie przyjętych filmach Josepha Henabery’ego: dona Alonso Castro w Diable ogłoszonym świętym (1924) i hrabiego Rodrigo Torraniego w Kobrze (Cobra, 1925). Miał także zagrać Maura w filmie Zakapturzony sokół (Hooded Falcon) dla spółki Ritz-Carlton Pictures, jednak produkcja filmu po kilku miesiącach została zaniechana, a kontrakt Valentino z firmą – rozwiązany. Aktor w międzyczasie zerwał także współpracę menedżerską z J.D. Williamsem. W tym okresie amatorsko trenował boks, a jego system ćwiczeń został opublikowany w książce pt. How You Can Keep Fit (pol. Jak można utrzymać sprawność), która została wydrukowana w kilku wydaniach czasopisma „Valentino’s Beauty Secrets” (pol. Sekrety piękności Valentina).
Podpisał umowę z wytwórnią United Artists, na mocy której miał wyłączne prawo do prowadzenia rozmów z realizatorami filmu, za co wcześniej odpowiedzialna była Rambowa. Po zawarciu kontraktu zagrał, docenioną przez krytyków, rolę Dubrowskiego w filmie Clarence’a Browna Czarny Orzeł (Eagle, 1925), który osiągnął umiarkowany sukces kasowy. Spotkał się z ostracyzmem i wrogim nastawieniem we Włoszech po tym, jak ubiegał się o obywatelstwo amerykańskie, którego chęć uzyskania tłumaczył kwestiami ekonomicznymi i zawodowymi; ostatecznie wycofał wniosek paszportowy. Następnie zagrał podwójną rolę: wodza Ahmeda Bena Hassana i jego syna, tytułowego bohatera filmu George’a Fitzmaurice’a Syn szejka (1926). Podpisał nowy kontrakt z United Artists, który zobowiązywał go do zagrania w trzech filmach w następnym roku.
W lipcu 1926 stał się bohaterem krytycznego artykułu Johna Herricka z redakcji czasopisma „Chicago Tribune”, który obwinił go o zniewieścienie amerykańskiego mężczyzny. Valentino, oburzony wydźwiękiem tekstu, odpowiedział autorowi w liście opublikowanym na łamach „Herald Examiner”. W tym czasie coraz częściej skarżył się na objawy wrzodów żołądka i niestrawność na tle nerwowym, a bóle brzucha łagodził dużymi dawkami dwuwęglanu sody. 15 sierpnia 1926 po przyjęciu w apartamencie Barclaya Warburtona jr. źle się poczuł, po czym trafił z przyspieszonym tętnem i twardym brzuchem do szpitala poliklinicznego przy Fiftieth Street w Nowym Jorku, gdzie został poddany podwójnej operacji w związku z ropnym zapaleniem wyrostka robaczkowego i otrzewnej, którą przeprowadził dr Harold Meeker o godz. 4:30. Po wybudzeniu się z narkozy czuł się dobrze, choć jego stan pozostawał poważny. 20 sierpnia, choć lekarze stwierdzili przesilenie choroby, zaczął odczuwać ostry ból lewej części klatki piersiowej i brzucha. Lekarze zdiagnozowali u niego rozerwany wrzód żołądka z ogólnym zapaleniem otrzewnej oraz zakaźne zapalenie płuc i wsierdzia. 23 sierpnia ok. godz. 8:00 zapadł w śpiączkę farmakologiczną i tego samego dnia zmarł o godz. 12:10. Zwłoki Valentino zostały przeniesione od kaplicy zakładu pogrzebowego „Campbell’s” przy Broadway i 66th Street, a następnego dnia – wystawione na widok publiczny; szacuje się, że ciało aktora przez dwa dni obejrzało ok. 70–90 tys. osób. Uroczystości pogrzebowe Valentino odbyły się 30 sierpnia 1926 w Kościele św. Malachiasza w Nowym Jorku; w pogrzebie uczestniczyło ok. 100 tys. żałobników. Valentino został pochowany 7 września w Beverly Hills, tuż po prywatnej ceremonii pogrzebowej w Kościele Good Shepherd. W testamencie, który spisał we wrześniu poprzedniego roku, cały majątek podzielił między swoje rodzeństwo i ciotkę Nataszy Rambowej, Teresę Werner, zaś byłej żonie zapisał tylko jednego dolara. Po śmierci cały majątek Valentino (w tym posiadłość Falcon Lair, dom w Whitley Heights, jacht motorowy, odzież i książki) został wylicytowany i przyniósł zysk w kwocie 96 654 dol.
Po ujawnieniu informacji o śmierci aktora w USA i w kilku krajach Europy odnotowano samobójstwa kilkudziesięciu zrozpaczonych kobiet, m.in. Agaty Hearn i aktorki Peggy Scott. 

### Upamiętnienie
W 1927 została uruchomiona organizacja charytatywna Rudolph Valentino Memorial Guild, która zbierała pieniądze m.in. na pracę oddziału dziecięcego w Szpitalu Włoskim w Londynie. Każdego roku 23 sierpnia czci się rocznicę śmierci Valentino ceremonią na cmentarzu Memorial w Hollywood.
Stał się inspiracją do m.in. stworzenia filmów: Lewisa Allena Valentino (1951) Lewisa Allena, Valentino (1977) Kena Russela i Dobranoc Valentino (Good Night Valentino, 2002) Edoardo Ballerinego, a także musicalu Ciao Rudy (1966) i telewizyjnego serialu biograficznego Legenda Valentino (Legend of Valentino, 1975).
W 1930 w parku De Longpre w Hollywood został odsłonięty pomnik ku czci Valentino zatytułowany „Aspiration”, który został wykonany przez Rogera Burnhama z pozłacanego brązu. W 1961 w Castellanecie odsłonięto ceramiczną rzeźbę Valentino w wykonaniu Lugiego Gheno, a w 1995 w tym mieście otwarte zostało Museo Valentino.

## Życie prywatne

### Związki
Romansował z Bianką de Saulles. Pod koniec 1919, po zaledwie trzech dniach lub dwóch miesiącach znajomości, poślubił aktorkę Jean Acker, ale rozstał się z nią już kilka godzin po ślubie; ich rozwód został tymczasowo orzeczony w styczniu 1922 i miał się uprawomocnić w marcu 1923. 13 maja 1922 w Mexicali w Meksyku poślubił aktorkę Nataszę Rambową, przez co po powrocie do Hollywood został skazany za bigamię. W kwietniu 1923 w Crown Point (Indiana) ponownie poślubił Rambową i rozwiódł się z nią dwa lata później. Nawiązał pozamałżeński romans z Maureen Engling, a po rozwodzie z Rambową spotykał się z Polą Negri, z którą – jak twierdziła aktorka – był zaręczony, choć on sam temu zaprzeczał bądź uchylał się od odpowiedzi. Z uwagi na nieskonsumowanie małżeństwa z Acker, która była lesbijką, prasa czasem podważała heteroseksualność Valentino

### Poglądy i wiara
Wierzył w Boga, ale nie był przywiązany do Kościoła. Interesował się spirytyzmem.

## Teorie spiskowe wokół śmierci
Okolicznościom śmierci Valentino towarzyszyły liczne teorie spiskowe. Niektóre plotki głosiły, że aktor został zamordowany poprzez otrucie jedzeniem lub alkoholem bądź postrzelony. Niejasności wywołuje również fakt, że po śmierci Valentino nie sporządzono sekcji zwłok, która wskazałaby jednoznaczną przyczynę zgonu.

### Przeklęty pierścień Rudolpha Valentino

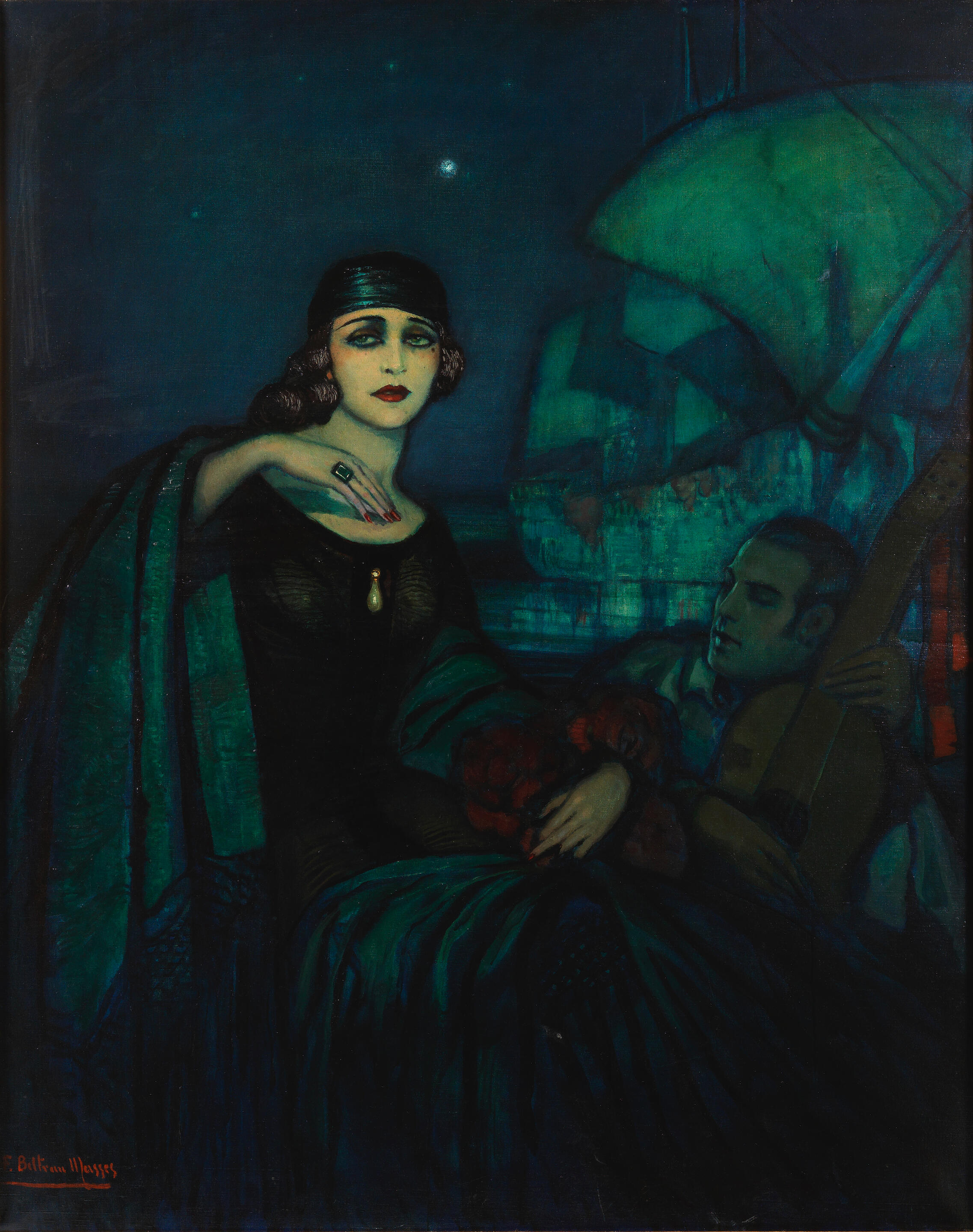
Pola Negri z pierścieniem Rudolpha Valentino

Po śmierci aktora powstała legenda miejska głosząca, że Valentino, a także cztery inne osoby miały paść ofiarami tzw. klątwy pierścienia, który aktor kupił w San Francisco. Złoty sygnet ze wstawionym tygrysim okiem miał być przeklęty, o czym Valentino rzekomo został poinformowany przez sprzedawcę. Aktor w chwili śmierci miał nosić na palcu pierścień, który później trafił w ręce jego kochanki, Poli Negri (pierścień znajduje się na jej palcu na obrazie, którego namalowanie zleciła po śmierci Valentino), a następnie do: Russa Columbo, Joego Casino, Jamesa Willisa i Jacka Dunna; wszyscy posiadacze biżuterii zmarli nagle, w wyniku choroby lub zabójstwa. Po śmierci Dunna pierścień miał zaginąć.

## Filmografia
Spis sporządzono na podstawie materiału źródłowego.
- Moja oficjalna żona (My Official Wife; 1914) jako rosyjski kozak
- W poszukiwaniu życia (Quest of Life; 1916)
- Siedemnastolatek (Seventeen; 1916)
- Głupia dziewczyna (Foolish Virgin; 1916)
- Patria (1917) jako tancerz (odc. 3)
- Alimenty (1917)
- Sensacja towarzyska (A Society Sensation; 1918) jako Dick Bradley
- Całą noc (All Night; 1918) jako Richard Thayer
- Poślubiona dziewica (The Married Virgin/Frivolous Wives; 1918) jako hrabia Roberto di San Fraccini
- Rozkoszny mały diabeł (The Delicious Little Devil; 1919) jako Jimme Calhoun
- Cnotliwi grzesznicy (Virtuous Sinners; 1919) jako wyrzutek ze slumsów
- Wielki mały człowiek (The Big Little Person; 1919) jako Arthur Endicott
- Romans hultaja (A Rogue's Romance; 1919) jako Ferret, apaszowski tancerz na Montmartre
- Włamywacze (The Homebreaker; 1919)
- Pech (Out of Luck/Nobody Home; 1919) jako Maurice Rennard
- Oczy młodości (The Eyes of Youth; 1919) jako Clarence Morgan
- Awanturnica (An Adventuress; 1920 / Isle of Love; 1922) jako Jerrold/Jacques Rudanyi
- Uczuciowy plac zabaw (Passion's Playground; 1920) jaki książę Angelo Della Robbia
- Oszust (The Cheater; 1920)
- To zdarza się raz każdej kobiecie (Once to Every Woman; 1920) jako Juliantimo Visconti
- Cudowny przypadek (The Wonderful Chance; 1920) jako Joe Klingsby
- Skradzione chwile (Stolen Moments; 1920) jako José Dalmarez
- Czterech jeźdźców Apokalipsy (The Four Horsemen of the Apocalypse; 1921) jako Julio Desnoyers
- Nieznane morza (Uncharted Seas; 1921) jako Frank Underwood
- Kamelia/Dama kameliowa (Camille; 1921) jako Armand Duval
- Zdobywcza moc (The Conquering Power; 1921) jako Charles Grandet
- Szejk (The Sheik; 1921) jako szejk Ahmed Ben Hassan
- Lady Letty Moran (Moran of the Lady Letty; 1922) jako Ramon Laredo
- Poza skałami (Beyond the Rocks; 1922) jako lord Bracondale
- Krew na piasku (Blood and Sand; 1922) jako Juan Gallardo
- Młody Radża (The Young Rajah; 1922) jako Amos Judd
- Monsieur Beaucaire (1924) jako książę de Chartres/Beaucaire
- Święty diabeł/Diabeł ogłoszony świętym (A Sainted Devil; 1924) jako don Alonso Castro
- Czarny orzeł (Eagle; 1925) jako Władimir Dubrowski
- Kobra (Cobra; 1925) jako hrabia Rodrigo Torriani
- Syn szejka (The Son of the Sheik; 1926) jako Ahmed/szejk